# 费卡洛
卡洛斯·何塞·弗雷塔斯·罗德里格斯（西班牙語：Carlos José Fleitas Rodríguez，1965年2月11日—），中文名費卡洛，巴拉圭律師、外交官。出生於亞松森 。曾留學淡江大學，後在阿根廷、墨西哥、古巴、中華民國工作，擔任駐库里蒂巴總領事、巴拉圭駐中華民國大使。

## 学历
- 1972-1977 : 在基督國王學校（英语）接受初等教育[1]
- 1978-1983 ：在基督國王學校接受中学教育[1]
- 1984年至1990年：在国立亚松森大学（ UNA ）接受高等教育，1989年获得律师资格，1990年获得公证人资格[1]
- 1994年：取得貝爾格拉諾大學国际关系学硕士学位 （ UB ） [1]
- 2001 ：取得高级战略研究所（西班牙語：Instituto de Altos Estudios Estratégicos，简称IAEE）企业规划硕士学位[1]
- 2002年：毕业于國防大學政治作戰學院 （或称复兴岗）
- 2017 : 取得淡江大学社会科学硕士学位[1]

## 法务经历
- 1990年：担任亚松森国立大学（UNA）法社会科学部助理教授兼事务局长） [1]
- 1991 ：任司法部法律顾问 [1]
- 2002年：任外交部内部监察司司长 [1]
- 2007年-2008年：外交部法务司司长[1]
- 2009年：外交部法律认证司司长[1]
- 2010年：外交部法务司司长[1]

## 外交经历
- 1993年-1998年：任驻阿根廷大使馆二秘、一秘[1] [2]
- 1998 - 2000：任驻墨西哥大使馆参赞[1] [2]
- 2001年：任外交部领事政策司长 [1]
- 2002年：任驻阿雷格里港领事[1] [2]
- 2003-2007：任驻古巴大使馆领事[1] [2]
- 2010-2013年：任驻中华民国大使馆参赞、并在特命全权大使缺席时兼任临时代理大使[1] [ [2]
- 2013年：任驻桑托斯领事[1] [2]
- 2018-2022：任驻库里蒂巴总领事[1] [2] ]
- 2022-2025：任巴拉圭驻中华民国特命全权大使（8月11日递交国书[4] [5]）

## 论文
- 中華民國（台灣）與巴拉圭之外交關係研究：以中華民國被承認為國際法人之權利為例（西班牙语：«Relaciones Diplomaticas entre la Republica del Paraguay y la Republica de China (Taiwan). Derecho de ROC a ser reconocida como persona juridica internacional»  英語：）